# Henry C. Dudley
Henry C. Dudley, ou parfois juste Henry Dudley, est un architecte d'origine britannique connu pour ses créations d'églises de style néo-gothique en Amérique du Nord, né en 1813 et décédé en 1894.

## Biographie
Membre fondateur de l'American Institute of Architects, il a conçu un grand nombre d'églises, dont la cathédrale Saint-Paul (en) à Syracuse, construite en 1884 et l'église de la Trinité (en) à Elmira, achevée en 1858.
Il travailla en partenariat avec l'architecte Frank Wills, qu'il connaissait depuis leur collaboration à Exeter, en Angleterre, pour John Hayward, sur plusieurs églises. Après la mort subite de Wills en avril 1857, il est admis que Dudley acheva l'église de la Nativité à Huntsville, qui est maintenant inscrite au National Historic Landmark. Il a également travaillé seul et avec Frederick Diaper.

## Réalisations
De nombreuses œuvres de Dudley sont répertoriées dans le Registre national des lieux historiques. Les bâtiments conçus par Dudley comprennent :
- le manoir Carlheim à Leesburg ;
- l’église de la Sainte-Trinité à Middletown ;
- l’église de la Nativité à Huntsville ;
- l’église Sainte-George à New York ;
- l’église Saint-Jacques à New York ;
- l’église Saint-Jean à Montgomery ;
- l’église Saint-Jean, située dans le District historique de Waterbury à Waterbury ;
- l’église Saint-Jean à Monticello ;
- l’église Saint-Marc à Hoosick Falls ;
- la cathédrale Saint-Paul à Syracuse ;
- l’église Saint-Pierre à Auburn ;
- l’église Saint-Pierre à Niagara Falls ;
- l’église de la Trinité à Mobile ;
- l’église de la Trinité à Elmira ;
- l’église de la Trinité à Troy ;
- l’église de la Trinité à Mount Vernon ;
- l’église de la Trinité, située dans le district historique de Tariffville à Simsbury ;
- l’église du Christ à Red Wing.

Deux églises supposées ont probablement eu une implication accrue de Dudley, en raison de leur achèvement après le décès de Will :
- l’église de la Nativité à Union ;
- l’église de la Trinité à Natchitoches.